# ロシア国立東洋美術館
ロシア国立東洋美術館（ロシアこくりつとうようびじゅつかん、Искусство стран Востока、State Museum of Oriental Art）は、ロシアのモスクワにある美術館である。

## 概要
ロシア国立東洋美術館は、以前はルーニン家の家（Lunin's house）と呼ばれた建物に、1918年10月、政府管理によりモスクワに設立された、
旧ソ連およびロシア連邦時代において東洋美術の収集を目的とした唯一の美術館である。日本をはじめ、中国、インド、イラン、中央アジア、コーカサスの各共和国などの素晴らしい美術品が多数収集されており、およそ100か国以上の国々の作品16万点以上が収蔵されている。
中でも、日本の美術品は約8500点あり、そのうち484点の日本絵画コレクション（首藤定コレクション)が知られている。首藤定コレクションは当初は582点寄贈されたが、その後、文化省の命令によって57点の作品がロシア国内19か所の美術館、博物館に移され、また、1975年5月23日にソ連政府から、福田平八郎の作品41点が日本へ返還され、これらは京都国立近代美術館に収蔵された。また、浮世絵版画もストロガノフ美術大学の旧蔵品、イワノヴァニシェンスキー旧蔵品など約2000点が収蔵されている。

## 収蔵品
- 喜多川歌麿「美人五面相 羽子板を持つ女」 大判錦絵
- 仇英 「官女之図」
- 文徴明 「桐蘭石」
- 懐月堂度種 「立美人図」 紙本着色
- 宮川長春 「納涼之図」 絹本着色
- 喜多川歌麿「芥川図」 絹本着色
- 鳥文斎栄之 「羽子の子」 絹本着色
- 鳥文斎栄之 「月雪花」 絹本着色 3幅対
- 河鍋暁斎 「雷」 絹本着色
- 森祖仙 「野猿月吸図」 紙本墨画
- 田能村竹田 「春雨耕蓑」 紙本墨画淡彩
- 田能村竹田 「梅下高士図」 紙本淡彩
- 横山大観 「春酣」 絹本着色
- 小林古径 「鶉」 紙本墨画
- 前田青邨 「塩盈珠」 紙本墨画淡彩 金泥
- 伊東深水 「白梅」 絹本着色 金泥
- 上村松篁 「紅梅」 絹本着色